# Жердянка
Жердя́нка (біл. Жардзя́нка) — річка у Світлогорському районі Гомельської області Білорусі, права притока річки Березина (басейн Дніпра).

## Географія
Річка завдожки 25 км. Площа водозбору — 375 км². Середній нахил водної поверхні становить 0,4 м/км. Починається мережею меліоративних каналів за 2 км на схід від села Славань, в гирлі північної околиці Світлогорська.
Головна притока — річка Чирка (зліва). Русло річки каналізоване на всієї течії. Річка живить Світлогорське водосховище.